# Tarboro (Carolina del Norte)
Tarboro es un pueblo ubicado en el condado de Edgecombe en el estado estadounidense de Carolina del Norte. Es sede del condado de Edgecombe. La localidad 
tenía en el año 2000 una población de 11.138 habitantes en una superficie de 25,3 km², con una densidad poblacional de 442,2 personas por km². Está situado a orillas del río Tar/Pamlico.

## Geografía
Tarboro se encuentra ubicado en las coordenadas 35°54′10″N 77°32′45″O / 35.90278, -77.54583. Según la Oficina del Censo, la localidad tiene un área total de 25,3 km² (9,8 mi²), de la cual 25,2 km² (9,7 mi²) es tierra y 0,1 km² (0 mi²) (0.41%) es agua.

### Localidades adyacentes
El siguiente diagrama muestra a las localidades en un radio de 16 kilómetros (9,9 mi) de Tarboro.

## Demografía
En el 2000 la renta per cápita promedia del hogar era de $34.400, y el ingreso promedio para una familia era de $42.938. El ingreso per cápita para la localidad era de $17.120. En 2000 los hombres tenían un ingreso per cápita de $29.889 contra $22.718 para las mujeres. Alrededor del 11.20% de la población estaba bajo el umbral de pobreza nacional.